# Eternal Sunshine of the Spotless Mind
Eternal Sunshine of the Spotless Mind (bra: Brilho Eterno de uma Mente sem Lembranças; prt: O Despertar da Mente) é um filme estadunidense de 2004 dos gêneros comédia dramático-romântica e ficção científica, dirigido por Michel Gondry, com roteiro dele, Charlie Kaufman e Pierre Bismuth.
O filme fala sobre a memória, o passado e a sua função na humanização dos seres humanos. Eternal Sunshine of the Spotless Mind tornou-se um clássico cult após os anos seguintes ao seu lançamento e passou a ser considerado por muitos críticos como um dos melhores filmes do século XXI e dos anos 2000.

## Elenco
| Ator / Atriz      | Personagem            |
| ----------------- | --------------------- |
| Jim Carrey        | Joel Barrish          |
| Kate Winslet      | Clementine Kruczynski |
| Kirsten Dunst     | Mary Svevo            |
| Mark Ruffalo      | Stanley "Stan" Fick   |
| Tom Wilkinson     | Dr. Howard Mierzwiak  |
| Elijah Wood       | Patrick               |
| Jane Adams        | Carrie Eakin          |
| David Cross       | Rob Eakin             |
| Deirdre O'Connell | Hollis Mierzwiak      |
| Thomas Jay Ryan   | Frank                 |

## Prêmios e indicações
| Prêmio             | Categoria                          | Recipiente                   | Resultado |
| ------------------ | ---------------------------------- | ---------------------------- | --------- |
| Oscar 2005         | Melhor roteiro original            | Charlie Kaufman              | Venceu    |
| Oscar 2005         | Melhor atriz                       | Kate Winslet                 | Indicado  |
| BAFTA 2005         | Melhor montagem                    | Valdís Óskarsdóttir          | Venceu    |
| BAFTA 2005         | Melhor filme                       | Steve Golin, Anthony Bregman | Indicado  |
| BAFTA 2005         | Melhor roteiro original            | Charlie Kaufman              | Venceu    |
| BAFTA 2005         | Melhor direção (Prêmio David Lean) | Michael Gondry               | Indicado  |
| BAFTA 2005         | Melhor atriz                       | Kate Winslet                 | Indicado  |
| BAFTA 2005         | Melhor ator                        | Jim Carrey                   | Indicado  |
| Globo de Ouro 2005 | Melhor filme - comédia ou musical  | Steve Golin, Anthony Bregman | Indicado  |
| Globo de Ouro 2005 | Melhor ator - comédia ou musical   | Jim Carrey                   | Indicado  |
| Globo de Ouro 2005 | Melhor atriz - comédia ou musical  | Kate Winslet                 | Indicado  |
| Globo de Ouro 2005 | Melhor roteiro                     | Charlie Kaufman              | Indicado  |

## Sinopse
Joel (Jim Carrey) fica arrasado ao descobrir que Clementine (Kate Winslet) o apagou de sua memória. Joel então recorre ao mesmo procedimento, mas conforme as memórias são exibidas, Joel acaba se arrependendo da ideia, e decide lutar para que sua suas lembranças sobre Clementine não sejam apagadas.

## Recepção da crítica
No Rotten Tomatoes, o filme tem uma classificação de 93% com base em 241 críticas, com uma classificação média de 8,47/10. O consenso crítico do site diz: "Impulsionado pelo roteiro inteligente e imaginativo de Charlie Kaufman e pelo toque igualmente ousado de Michel Gondry, Eternal Sunshine é um olhar sinuoso e sincero para relacionamentos e mágoa". No Metacritic, o filme tem uma pontuação de 89 em 100, com base em 41 críticas, indicando "aclamação universal". No CinemaScore, o filme tem uma nota média de "B-" na escala A + a F.
O crítico norte-americano Roger Ebert classificou o filme como 4/4, e ainda o colocou em sua lista de "grandes filmes". A. O. Scott, do The New York Times, elogiou o filme por ser "cerebral, formal e conceitualmente complicado, denso com alusões literárias e tão descaradamente romântico quanto qualquer filme que você já viu".
O filme ficou em 78.º lugar na lista dos "301 Melhores Filmes De Todos os Tempos" da revista Empire em 2014.
O desempenho de Kate Winslet ficou em 81.º lugar da lista das "100 maiores atuações de todos os tempos" da revista Premiere. Em 2013, o filme ficou em 24.º lugar da lista dos "101 maiores roteiros" da Writers Guild of America.